# العراب: الجزء الثالث (فلم)
العراب الجزء الثالث (بالإنجليزية: The Godfather Part III) هو فيلم سينمائي مقتبس من رواية ماريو بوزو العراب التي كتبها عام 1968، وهو تكمله للجزء الأول من فيلم العرّاب والجزء الثاني. أخرج هذا الجزء فرانسيس فورد كوبولا عام 1990. وهو من بطولة آل باتشينو واندي غارسيا ديان كيتون وتاليا شاير، وترشح الفيلم إلى 7 جوائز اوسكار، أفضل فيلم، أفضل ممثل في دور مساعد، أفضل إخراج، أفضل تصوير سينمائي، أفضل فن الديكور، أفضل فيلم التحرير، أفضل موسيقى الأغنية الاصليه.ولم يفز بأي جائزة وترشح الفيلم إلى 7 جوائز غلودن غلوب، أفضل فيلم -دراما، أفضل ممثل في دور رئيسي وأفضل ممثل في دور مساعد، أفضل سيناريو، أفضل نتيجة اصلية، أفضل أغنية اصلية. ولم يفز بأي جائزة منها. وتقييم الفيلم 7.6 على موقع IMDb .

## القصة
يبدأ الفيلم في آواخر السبعينيات، ويصل الدون مايكل كورليوني 'آل باتشينو' إلى مشارف الستين من عمره ويدمره الشعور بالذنب عن أعماله القاسية والحادة، خصوصا قتله لأخيه الأكبر (فريدو)، ويبدأ الانسحاب شيئا فشيئا من إدارة العائلة ويسلم الإدارة لأحد كبار مساعديه، ويحاول الدون أيضا استخدام ثروته الهائلة للقيام بتحسين سمعته بالتبرع للمؤسسات الخيرية وللفقراء.

## روابط خارجية
- مقالات تستعمل روابط فنية بلا صلة مع ويكي بيانات